# Xã Garner, Quận Pottawattamie, Iowa
Xã Garner (tiếng Anh: Garner Township) là một xã thuộc quận Pottawattamie, tiểu bang Iowa, Hoa Kỳ. Năm 2010, dân số của xã này là 7.222 người.